# خانه آیت‌الله محمد مردوخ
منزل آیت الله محمد مردوخ مربوط به دوره قاجار است و در سنندج، خیابان مردوخ، متری قطارچیان، کوچه مردوخ واقع شده و این اثر در تاریخ ۲۴ دی ۱۳۸۷ با شمارهٔ ثبت ۲۳۹۲۵ به‌عنوان یکی از آثار ملی ایران به ثبت رسیده است.